# Вірджинія Френсіс Стерретт

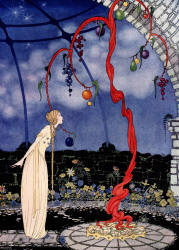
«Розалі побачила перед своїми очима дерево дивовижної краси», одна з ілюстрацій Стерретт до « Старих французьких казок» (1920)

Вірджинія Френсіс Стерретт (1900-1931)  була американською художницею та ілюстратором.

## Раннє життя
Стерретт народилася в Чикаго, штат Іллінойс, у 1900 році. Після смерті її батька, вона і її сім'я переїхали до Міссурі, але повернулися до Чикаго у 1915 році. Там вона вступила у вищу школу, а потім вступила в Чиказький інститут мистецтв зі стипендією. Через рік після вступу в інститут мати Стерретт захворіла, і Стерретт кинула навчання, щоб забезпечити свою сім'ю. Вона отримала роботу в художньому рекламному агентстві .

## Кар'єра
Стерретт отримала своє перше замовлення у віці 19 років (незабаром після цього у неї виявили туберкульоз) від видавництва Пенсільванії, щоб проілюструвати  Старовинні французькі казки (1920), збірник творів французької письменниці 19 століття, графині де Сегур (Софія Федорівна Ростопчина).
Через рік після публікації Старовинних французьких казок, видавництво Пенсільванії представило нову назву, що включає замовні роботи Стерретт — Тенглвудські казки (1921). З 1923 року, через слабке здоров'я, Стерретт могла працювати над проєктами тільки впродовж коротких періодів часу, і як результат, вона змогла виконати ще одне замовлення до своєї смерті — її власну інтерпретацію Тисячі і однієї ночі (1928).
Її найвідоміша робота —  набір ілюстрацій до Тисячі і однієї ночі (1928). Вона померла від туберкульозу. 

## Роботи
Усі три книги були опубліковані видавництвом Пенсільванії. Це були великі книги з великим шрифтом, простими історіями і призначалися в якості подарункових книг для дітей.
- Старовинні французькі казки графині де Сегур, 1920
- Тенглвудські казки Натанієль Готорн, 1921
- Тисяча і одна ніч, 1928